# Vatra (album)
Vatra peti je studijski album bosanskohercegovačkog heavy metal i hard rock sastava Divlje jagode, koji izlazi 1985., a objavljuje ga diskografska kuća Diskoton.

## Popis pjesama
| Br. | Skladba                | Tekstopisac        | Skladatelj    | Trajanje |
| --- | ---------------------- | ------------------ | ------------- | -------- |
| 1.  | »Ciganka«              | Slobodan Đurasović | Sead Lipovača |          |
| 2.  | »Let na drugi svijet«  | Slobodan Đurasović | Sead Lipovača |          |
| 3.  | »Divljakuša«           | Alen Islamović     | Sead Lipovača |          |
| 4.  | »Dinamit«              | Alen Islamović     | Sead Lipovača |          |
| 5.  | »Cmokni me srce«       | Alen Islamović     | Sead Lipovača |          |
| 6.  | »Hopa cupa«            | Alen Islamović     | Sead Lipovača |          |
| 7.  | »Vatra«                | Alen Islamović     | Sead Lipovača |          |
| 8.  | »Touch me little girl« | David Meaney       | Michael Zai   |          |
| 9.  | »Moja si«              | Alen Islamović     | Sead Lipovača |          |

## Izvođači
- Zele Lipovača - gitare
- Alen Islamović - vokal
- Nasko Budimlić - bubnjevi
- Zlatan Čehić - bas